# 13285 Stephicks
A 13285 Stephicks (ideiglenes jelöléssel 1998 QK52) a Naprendszer kisbolygóövében található aszteroida. A LINEAR projekt keretében fedezték fel 1998. augusztus 17-én.